# St. Joseph (Tennessee)
St. Joseph és una població dels Estats Units a l'estat de Tennessee. Segons el cens del 2000 tenia 829 habitants.

## Demografia
Segons el cens del 2000, St. Joseph tenia 829 habitants, 342 habitatges, i 247 famílies. La densitat de població era de 89,2 habitants/km².
Dels 342 habitatges en un 32,7% hi vivien nens de menys de 18 anys, en un 52,9% hi vivien parelles casades, en un 14,3% dones solteres, i en un 27,5% no eren unitats familiars. En el 24,9% dels habitatges hi vivien persones soles el 14,3% de les quals corresponia a persones de 65 anys o més que vivien soles. El nombre mitjà de persones vivint en cada habitatge era de 2,42 i el nombre mitjà de persones que vivien en cada família era de 2,88.
Per edats la població es repartia de la següent manera: un 24,6% tenia menys de 18 anys, un 9% entre 18 i 24, un 28% entre 25 i 44, un 23,5% de 45 a 60 i un 14,8% 65 anys o més.
L'edat mediana era de 37 anys. Per cada 100 dones de 18 o més anys hi havia 85,5 homes.
La renda mediana per habitatge era de 27.961 $ i la renda mediana per família de 30.781 $. Els homes tenien una renda mediana de 26.375 $ mentre que les dones 20.486 $. La renda per capita de la població era de 13.038 $. Entorn del 7,6% de les famílies i el 14,1% de la població estaven per davall del llindar de pobresa.

## Poblacions més properes
El següent diagrama mostra les poblacions més properes.